# Galleria civica d'arte moderna e contemporanea di Latina
La Galleria civica d'arte moderna e contemporanea di Latina è una pinacoteca pubblica italiana.
Fu istituita nel 1937 come Pinacoteca di Littoria (dal vecchio nome di Latina) ed il suo nucleo originario fu costituito dalle opere donate dagli artisti invitati alla XX Biennale veneziana ed alla II Quadriennale romana.
Durante gli eventi bellici, dopo l'armistizio dell'8 settembre 1943, la collezione fu in gran parte dispersa. Nel dicembre del 1994, con le opere residue e quelle recuperate dall'Arma dei carabinieri, la Galleria fu riaperta al pubblico nelle sale del locale palazzo della Cultura.
Nel 1996 si è avviato un processo di acquisizione che ha ampliato il confine cronologico iniziale, collegandolo alla realtà artistica contemporanea ed arricchendo la collezione di oltre 400 opere. 
Nel 1999 è stata costituita una specifica sezione di arte contemporanea, che raccoglie opere d'arte realizzate dal 1955 alla data odierna.

## Alcune opere presenti

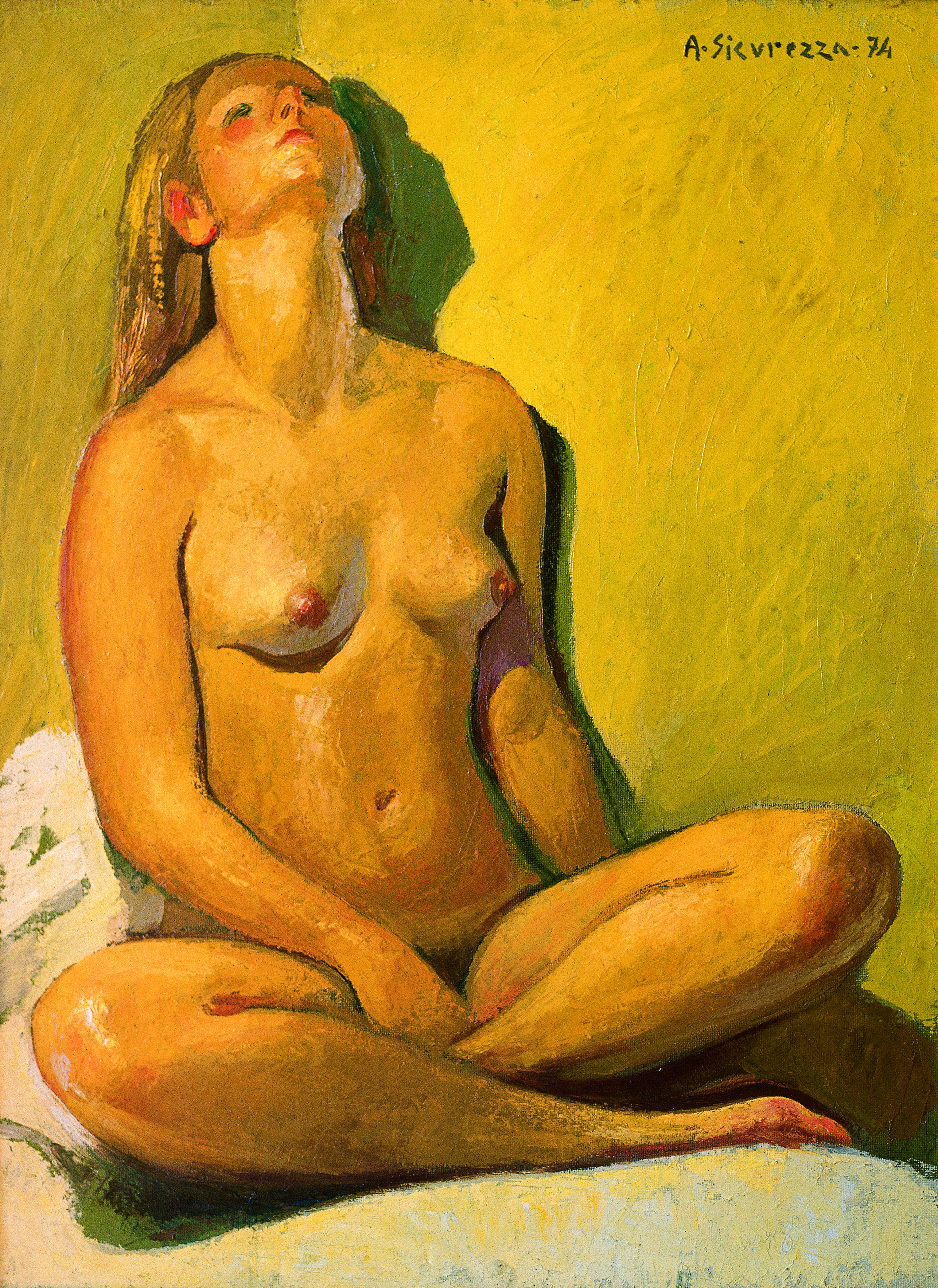
Antonio Sicurezza, Nudo, 1974

Tra gli artisti disponibili se ne citano alcuni:
I pittori:
- Achille Vertunni,
- Plinio Nomellini,
- Corrado Cagli,
- Arturo Tosi,
- Ennio Calabria,
- Domenico Cantatore,
- Giuseppe Cesetti,
- Salvatore Fiume,
- Sante Monachesi,
- Luigi Montanarini,
- Domenico Purificato,
- Aligi Sassu,
- Gregorio Sciltian,
- Antonio Sicurezza,
- Pippo Rizzo,
- Ernesto Treccani,
- Bruno Saetti,
- Gianni Dova,
- Guido Marzulli,
- Ugo Attardi

e gli scultori:
- Guido Galletti,
- Marino Marini.